# Puchar Zdobywców Pucharów w futsalu
Puchar Zdobywców Pucharów w futsalu (hiszp. Recopa de Europa de Futsal) – międzynarodowe, europejskie, klubowe rozgrywki futsalowe, utworzone z inicjatywy Hiszpańskiej Ligi Narodowej Futsalu (LNFS) w 2002 (które jednak nie były uznawane za oficjalne przez UEFA), jako odpowiednik Pucharu Zdobywców Pucharów w piłce nożnej (rozgrywki którego zaprzestano w 1999) i prowadzone z przerwami przez tę organizację od sezonu 2002/2003) do sezonu 2011/2012. Przeznaczone dla męskich drużyn klubowych (zdobywców europejskich Pucharów krajowych). Kluby, który również wygrali mistrzostwo kraju, wybierali bardziej prestiżowy Puchar UEFA Futsalu rezygnując z Pucharu Zdobywców Pucharów.

## Historia
Pierwszy trofeum oficjalnego turnieju organizowanego przez LNFS został rozegrany w sezonie 2002/03 we włoskiej Auguście. Najpierw kluby, które zdobyli Puchar kraju rywalizowali w rundzie kwalifikacyjnej, potem w turnieju finałowym czterech najlepszych walczyło o trofeum. W finałowym meczu spotkały się rosyjski Finpromko-Alfa Jekaterynburg i włoski AS Augusta. Rosjanie wygrali z wynikiem 3:2 i zostali pierwszymi zwycięzcami turnieju. Od 2006 w turnieju finałowym uczestniczyło sześć drużyn podzielonych na dwie grupy (zwycięzca z poprzedniego turnieju, gospodarz oraz 4 zakwalifikowane drużyny).

## Medaliści Puchar Zdobywców Pucharów w futsalu
| Rok                                                                     | Organizator            | T |           | Finał                        | Finał     | Finał               |       | Mecz o 3 miejsce          | Mecz o 3 miejsce | Mecz o 3 miejsce       |  | Uwagi          |
| Rok                                                                     | Organizator            | T | Zwycięzca | Wynik                        | Finalista | III miejsce         | Wynik | IV miejsce                |                  |                        |  | Uwagi          |
| Puchar Sasol (hiszp. Sasol Cup)                                         |                        |   |           |                              |           |                     |       |                           |                  |                        |  |                |
| 2002/2003                                                               | Augusta                | 2 |           | Finpromko-Alfa Jekaterynburg | 3–2       | AS Augusta          |       | GD Fundaçao Jorge Antunes |                  | MNK Square Dubrovnik   |  | 4 kluby        |
| Puchar Zdobywców Pucharów w futsalu (hiszp. Recopa de Europa de Futsal) |                        |   |           |                              |           |                     |       |                           |                  |                        |  |                |
| 2003/2004                                                               | Murcja                 | 1 |           | ElPozo Murcia Turística      | 7–3       | AR Freixeiro        |       | Action 21 Charleroi       |                  | KMF Marbo              |  | 4 kluby        |
| 2004/2005                                                               |                        |   |           |                              |           |                     |       |                           |                  |                        |  | Nie rozgrywano |
| 2005/2006                                                               | Lugo                   | 1 |           | Azkar Lugo                   | 4–0       | Boavista FC         |       | AS Nepi                   |                  | Brodosplit Inzinjering |  | 6 klubów       |
| 2006/2007                                                               | Santiago de Compostela | 1 |           | Lobelle de Santiago          | 5-3       | SL Benfica          |       | Alter Ego Luparense       |                  | Spartak Szczołkowo     |  | 6 klubów       |
| 2007/2008                                                               | Nisz                   | 1 |           | Interviú Fadesa              | 6-4       | Lobelle de Santiago |       | Icobit Montesilvano       |                  | Aktobe BTA             |  | 6 klubów       |
| 2008/2009                                                               |                        |   |           |                              |           |                     |       |                           |                  |                        |  | Nie rozgrywano |
| 2009/2010                                                               |                        |   |           |                              |           |                     |       |                           |                  |                        |  | Nie rozgrywano |
| 2010/2011                                                               |                        |   |           |                              |           |                     |       |                           |                  |                        |  | Nie rozgrywano |
| 2011/2012                                                               | Jugorsk                | 1 |           | Gazprom-Jugra Jugorsk        | 6-3       | MAPID Mińsk         |       | Tulpar Karaganda          |                  | KMF Marbo              |  | 6 klubów       |

## Statystyka

### Klasyfikacja medalowa
W dotychczasowej historii Pucharu Zdobywców Pucharów trofeum oficjalnie zdobyło w sumie 6 drużyn. Każdy ma na koncie po jednym zwycięstwie.
Stan na maj 2018.
| Lp. | Klub                         | Zdobywca | Finalista           | Zwycięskie sezony |   |   |         |
| --- | ---------------------------- | -------- | ------------------- | ----------------- | - | - | ------- |
| Lp. | Klub                         | 1.       | Lobelle de Santiago | Zwycięskie sezony | 1 | 1 | 2006/07 |
| 2.  | Azkar Lugo                   | 1        | 0                   | 2005/06           |   |   |         |
| 2.  | ElPozo Murcia Turística      | 1        | 0                   | 2003/04           |   |   |         |
| 2.  | Finpromko-Alfa Jekaterynburg | 1        | 0                   | 2002/03           |   |   |         |
| 2.  | Gazprom-Jugra Jugorsk        | 1        | 0                   | 2011/12           |   |   |         |
| 2.  | Interviú Fadesa              | 1        | 0                   | 2007/08           |   |   |         |
| 7.  | AS Augusta                   | 0        | 1                   |                   |   |   |         |
| 7.  | SL Benfica                   | 0        | 1                   |                   |   |   |         |
| 7.  | Boavista FC                  | 0        | 1                   |                   |   |   |         |
| 7.  | AR Freixeiro                 | 0        | 1                   |                   |   |   |         |
| 7.  | MAPID Mińsk                  | 0        | 1                   |                   |   |   |         |

### Klasyfikacja według państw
Stan na maj 2018.
| Lp. | Państwo    | Zdobywca | Finalista | Zwycięskie kluby                                            |   |                                                                                           |
| --- | ---------- | -------- | --------- | ----------------------------------------------------------- | - | ----------------------------------------------------------------------------------------- |
| Lp. | Państwo    | 1.       | Hiszpania | 4                                                           | 1 | Azkar Lugo (1), ElPozo Murcia Turística (1), Interviú Fadesa (1), Lobelle de Santiago (1) |
| 2.  | Rosja      | 2        | 0         | Finpromko-Alfa Jekaterynburg (1), Gazprom-Jugra Jugorsk (1) |   |                                                                                           |
| 3.  | Portugalia | 0        | 3         |                                                             |   |                                                                                           |
| 4.  | Białoruś   | 0        | 1         |                                                             |   |                                                                                           |
| 4.  | Włochy     | 0        | 1         |                                                             |   |                                                                                           |